# Mimmo Rafele
Domenico Rafele, conosciuto come Mimmo Rafele (Catanzaro, 29 ottobre 1947), è un regista e sceneggiatore italiano.

## Biografia
Nato e cresciuto in Calabria, si è poi trasferito Roma dove si è laureato in filosofia con una tesi sul cinema.
Ha collaborato con Gianni Amelio, Bernardo Bertolucci e Giuseppe Bertolucci.
Rafele è stato anche tra gli sceneggiatori di La piovra 8 - Lo scandalo, La piovra 9 - Il patto e La piovra 10; ha poi sceneggiato altre serie televisive, come La voce del sangue, Il giovane Mussolini, Zodiaco e Mamma per caso.
Nel 2009 ha pubblicato il suo primo romanzo, La forma della paura, scritto con Giancarlo De Cataldo ed edito da Stile Libero (Einaudi).
Rafele è il marito di Lidia Ravera.

## Filmografia

### Regista
- Domani (1974)
- Ammazzare il tempo (1979)

### Sceneggiatore
- Vite a termine, regia di Giovanni Soldati - film TV (1995)
- Un nero per casa, regia di Gigi Proietti - film TV (1998)
- Codice Aurora, regia di Paolo Bianchini - film TV (2008)

## Premi e riconoscimenti
- Ciak d'oro
  - 1990 - Candidatura a migliore sceneggiatura per Amori in corso